# Шулец
Шулец — село в сельском поселении Ишня Ростовского района Ярославской области.

## География
Село расположено в 10 км к западу от Ростова, вблизи реки Шула.

## История
По народному преданию, название Шулец происходит от имени когда-то жившей здесь княгини Шулы, жены ростовского князя Печегда.
Изначально в селе Шулец был деревянный храм. После пожара в нём указом митрополита Ростовского Арсения в 1757 году разрешено было вновь выстроить деревянный храм. Однако впоследствии указом духовной консистории решено было из-за ветхости этот деревянный храм разобрать и построить каменный, который начал строиться в 1779 году, и окончен в 1785 году. Каменная пятиглавая церковь в селе с конусообразными колокольнями имела три престола: Богоявления Господня, святого Николая и святого пророка Илии.
В 1940-х годах храм разобрали и построили животную ферму из этих материалов.
В конце XIX — начале XX село являлось центром Шулецкой волости Ростовского уезда Ярославской губернии.
С 1929 года село являлось центром Шулецкого сельсовета Ростовского района, с 1954 года — в составе Шугорского сельсовета, с 2005 года — в составе сельского поселения Ишня.
В 1972 году в селе была закрыта школа.
В 2003 году была освящена часовня, построенная на месте храма Богоявления Господня.

## Население
| 1859 | 1914 | 2007 | 2010 |
| ---- | ---- | ---- | ---- |
| 468  | ↗580 | ↘45  | →45  |

## Достопримечательности
В селе расположена каменная часовня Николая Чудотворца.

## Известные уроженцы и жители
- Наумов Леонид Анатольевич (07 июля 1944, Шулец — 3 августа 2019) — российский специалист в области вычислительных комплексов, систем и сетей, моделирования радиоэлектронных устройств большой размерности, профессор, член-корреспондент РАН (2011).